# SN 2010bv
SN 2010bv – supernowa typu Ia odkryta 19 kwietnia 2010 roku w galaktyce E533-G04. W momencie odkrycia miała maksymalną jasność 15,40m.